# Kastell Inheiden

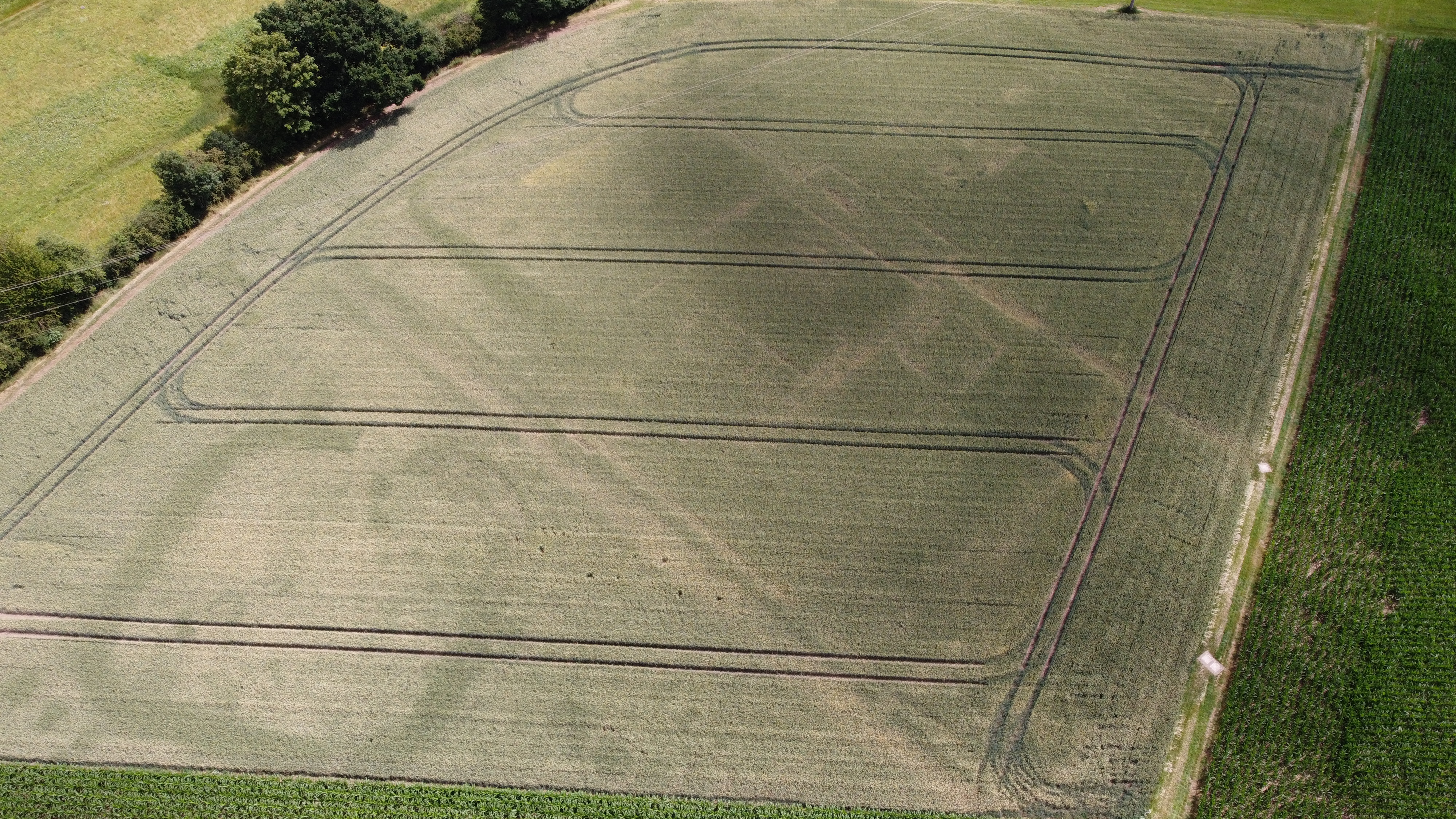
Luftbild des Kastells Inheiden und der Schanze „Inheiden 2“.

Als „Kastell Inheiden“ wird ein römischer Kastellplatz an der nördlichen Wetteraustrecke des Obergermanisch-Rätischen Limes bezeichnet, der 2005 den Status des UNESCO-Weltkulturerbes erlangte. Das Bodendenkmal befindet sich östlich von Inheiden, einem Stadtteil von Hungen im hessischen Landkreis Gießen.

## Lage

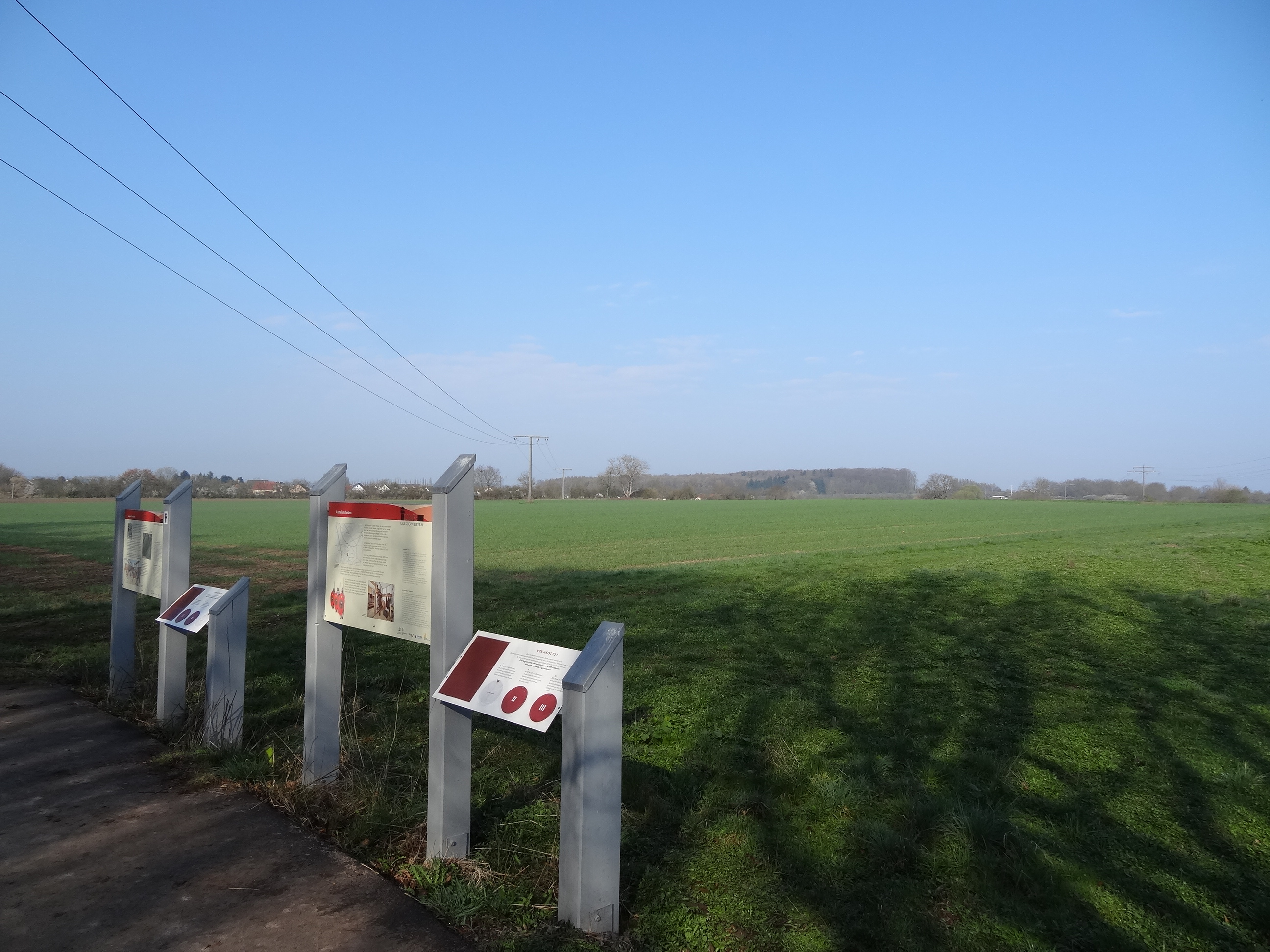
Blick auf das Kastellgelände

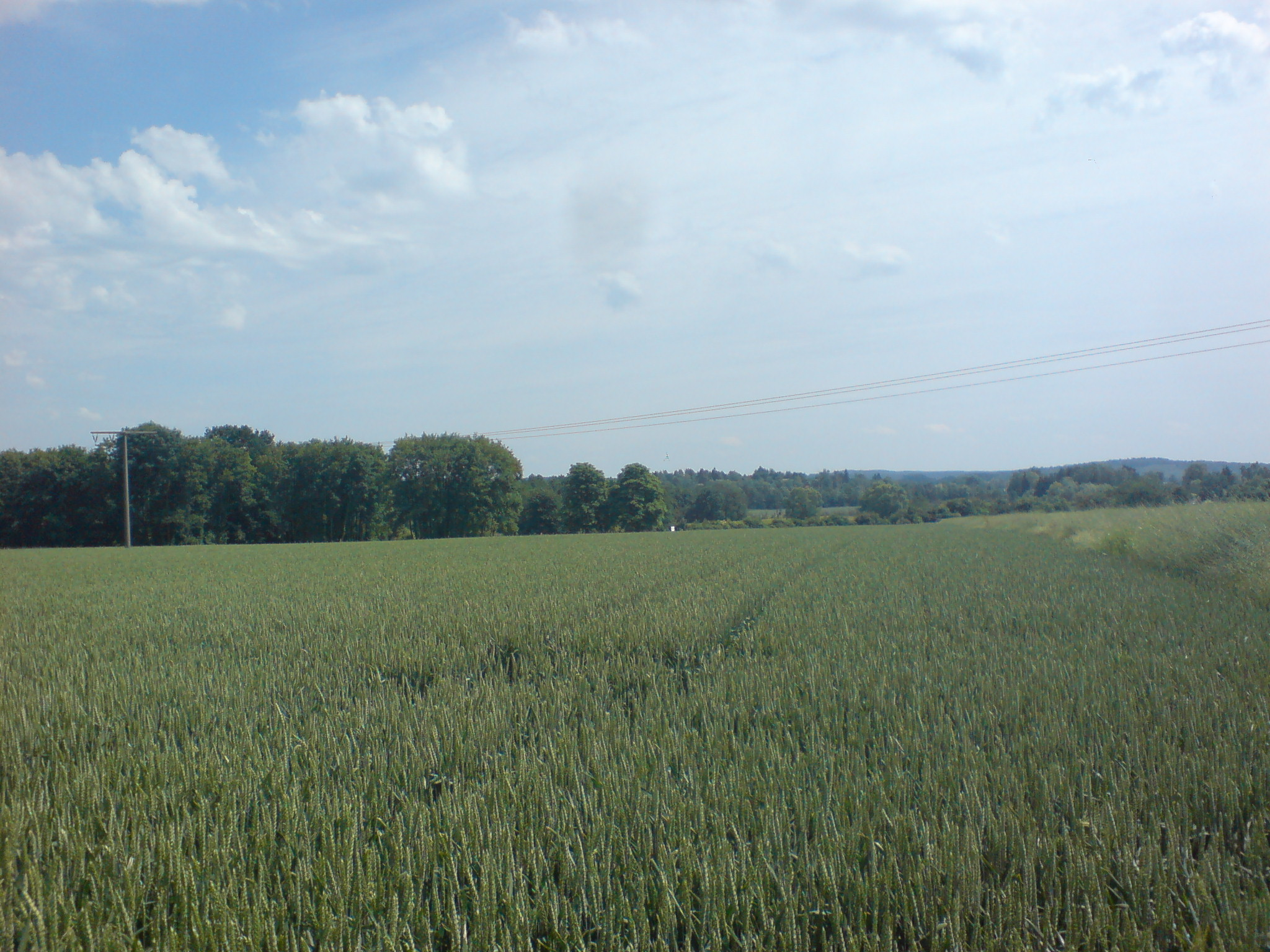
Blick vom Kastellgelände Richtung Süden zum Wingertsberg

Das ehemalige Kastellgelände befindet sich etwa 1,5 km östlich von Inheiden und liegt auf heutigem Ackerland, rund 200 Meter südlich der Horloff auf einer leichten Anhöhe. Der westliche Teil des Kastellgeländes wird durch eine Eisenbahntrasse durchquert. Die Entfernung zum Limes beträgt ungefähr 350 Meter. Die Umgebung ist vom Kastellplatz aus sehr gut einsehbar. So hat man guten Sichtkontakt zum „Wingertsberg“ und in das übrige Gelände südlich des Kastells in Richtung Echzell. Dadurch erklärt sich vermutlich auch die relativ geringe Anzahl von Wachtürmen in diesem Limesabschnitt.
Nördlich des Kastells kann man das Gelände bis hin zum Limeswachturm Wp 4/70–71 einsehen.

## Forschungsgeschichte
Die ältesten Fundmeldungen aus dem Bereich des Kastells Inheiden wurden im Jahre 1759 von Johann Georg Liebknecht publiziert, zu einer Zeit, in der vermutlich noch Spuren des Lagers im Gelände sichtbar waren. Die ersten gezielten Suchgrabungen veranlasste 1837 Ludwig Eich, ein Pfarrer aus dem nahe gelegenen Dorf Trais. Weitere Erwähnungen des Kastellplatzes finden sich 1843 bei Dieffenbach und 1884 bei Cohausen, die sich aber beide im Wesentlichen nur auf die älteren Berichte stützten.
Die ersten wissenschaftlichen archäologischen Ausgrabungen fanden schließlich 1885 unter der Leitung von Friedrich Kofler, dem späteren Streckenkommissar der Reichs-Limeskommission (RLK), statt. Luftbildbefunde aus den Jahren 1985 und 1986 zeigten, dass Koflers Pläne und Befundinterpretationen zum Teil unzuverlässig sind, wie es schon 1911 Eduard Anthes im Limeswerk für möglich gehalten hatte. Das heutige Wissen über die Innenbebauung des Lagers stützt sich im Wesentlichen auf diese Luftbilder, die in dem stark landwirtschaftlich genutzten Areal gute Ergebnisse liefern.
1976 wurde ein Steingebäude im Lagerdorf (Vicus) ausgegraben.

## Befunde
Während man gemeinhin von dem einen „Kastell Inheiden“ spricht, müssen tatsächlich drei verschiedene Kastellplätze mit insgesamt mindestens vier Bauphasen differenziert werden.
Die Ursprünge des Kastells bestehen in zwei Holz-Erde-Befestigungen westlich des Hauptkastellplatzes. Diese Befestigungen sind nur durch Luftbilder bekannt. Eine liegt unmittelbar vor der Westfront des Hauptkastells und ist von einem Doppelgrabensystem umgeben („Inheiden 2“), die zweite befindet sich in einer Entfernung von etwa 300 Metern und besitzt einen einfachen Graben („Inheiden 1“). In beiden Fällen ist über die Innenbebauung nichts bekannt. Von dem entfernteren Kastell wird angenommen, dass es sich um das älteste handelt. Insgesamt dürften diese beiden Kastelle vom Ende des ersten bis maximal zur Mitte des zweiten nachchristlichen Jahrhunderts bestanden haben.
Der schon seit dem 18. Jahrhundert bekannte und durch Friedrich Kofler untersuchte Kastellplatz beinhaltet das Kastell „Hungen-Inheiden“, das mindestens zwei Bauphasen aufweist. Anfangs entstand ein annähernd quadratisches Holz-Erde-Kastell, das eine Fläche von rund 0,7 Hektar bedeckte. Es war von einem einfachen Graben umgeben und hatte vermutlich nur ein einziges Tor.
An derselben Stelle entstand später ein rechteckiges Steinkastell, das eine Fläche von nahezu 1,1 Hektar in Anspruch nahm. Es war von einem Doppelgrabensystem umgeben und verfügte über insgesamt vier Tore. Der Kastellplatz insgesamt befand sich auf einer leichten Anhöhe über der Horloff und war so gut vor Hochwasser geschützt. Genauere Strukturen der Innenbebauung erschlossen sich erst durch luftbildarchäologische Untersuchungen.
Östlich, westlich und insbesondere südlich des Kastells erstreckte sich der Vicus, das zivile Lagerdorf, das bei nahezu jeder römischen Garnison anzutreffen ist und in der sich die Angehörigen der Soldaten, sowie Handwerker, Händler, Gastwirte, Bordellbetreiber und andere Dienstleister niederließen. Die aus dem Kastell durch den Vicus nach Süden führende Straße verlief bis zum Kastell Echzell. Bis auf kleine Teile liegt das Lagerdorf heute unter landwirtschaftlich genutzten Flächen, lediglich die südlichen Bezirke sowie das anschließende Gräberfeld befinden sich unter Kleingärten. Durch die Kleingärten sowie durch Braunkohleabbau sind große Teile des Gräberfeldes zerstört worden.
Eine genaue Datierung der Anlage kann zurzeit nicht mit Sicherheit vorgenommen werden. Die Ursprünge des Kastells dürften am Ende des 1. Jahrhunderts liegen. Sein Ende fand das Lager zur Zeit der Aufgabe des Limes um das Jahr 260 n. Chr. Über die Besatzung des Kastells – einen Numerus – ist nichts bekannt. Von den Kastellen und vom Lagerdorf ist heute nichts mehr sichtbar.

## Limesverlauf zwischen dem Kastell Inheiden und dem Kleinkastell „Auf dem Wingertsberg“
Der Limes führt aus westlicher Richtung vom Kleinkastell Feldheimer Wald her kommend durch die südlichen Randgebiete von Hungen und knickt beim Wachturm Wp 4/72 nach Südosten ab. Anschließend verläuft er am Wachturm Wp 4/73 vorbei etwa 500 Meter bis auf die Höhe der Horloff, auf der er dann wieder einen leichten Bogen Richtung Süden einschlägt und weiter in Richtung des Kleinkastells „Auf dem Wingertsberg“ zieht. Dieser Abschnitt mit dem darin befindlichen Kastellplatz von Inheiden ist der nordöstlichste Teil der Wetteraustrecke.
| ORL          | Name/Ort             | Beschreibung/Zustand |
| ------------ | -------------------- | --- |
| Wp 4/73      |                      | Vermutete, aber archäologisch nicht nachgewiesene Turmstelle auf dem Grasser Berg, an einem Platz, an dem Sigillata-Scherben zu Tage getreten sind. Von der Reichs-Limeskommission ist nicht nach dem Turm gesucht worden. |
| ORL 17       | Kastell Inheiden     | siehe oben |
| Wp 4/73a     |                      | Vermutete, aber archäologisch nicht nachgewiesene Turmstelle, vielleicht am Limesübergang über die Horloff. |
| Wp 4/74      |                      | Aufgrund der durchschnittlichen Entfernungen zwischen Limeswachtürmen vermutete, aber nicht archäologisch nachgewiesene Turmstelle.                                                                                        |
| Wp 4/75 = KK | Auf dem Wingertsberg | siehe Hauptartikel Kleinkastell „Auf dem Wingertsberg“ |

## Denkmalschutz
Das Kastell Inheiden und die erwähnten Anlagen sind als Abschnitt des Obergermanisch-Rätischen Limes seit 2005 Teil des UNESCO-Welterbes. Außerdem sind sie Bodendenkmale nach dem Hessischen Denkmalschutzgesetz. Nachforschungen und gezieltes Sammeln von Funden sind genehmigungspflichtig, Zufallsfunde an die Denkmalbehörden zu melden.